# Domonique Simone
Domonique Simone, pseudonimo di Deidre Morrow (Atlanta, 18 giugno 1971), è un'ex attrice pornografica statunitense. Nel 2007 è stata inserita nella Hall of Fame dell'AVN Awards.

## Biografia
Il padre di Domonique Simone morì in un incidente stradale prima della sua nascita e la futura attrice venne affidata alla nonna materna, che la educò secondo le rigorose convenzioni della chiesa battista. All'età di 17 anni, Domonique Simone vinse una borsa di studio per il Fashion Institute of Design & Merchandising di Los Angeles.
Nel 1989, all'età di 18 anni, rispose a un annuncio e iniziò a posare come modella per note riviste per adulti quali Hustler e Players. Nel 1990 girò il suo primo film pornografico, specializzandosi in seguito in scene lesbiche. Domonique Simone è inoltre apparsa in alcuni videoclip per Snoop Dogg, Brian McKnight e Montell Jordan. Nel 2006 si è ritirata dalle scene e adesso lavora come funzionario prestiti.

## Riconoscimenti
AVN Awards
- 2007 – Hall of Fame[5]

## Filmografia
- Love is ... (1990)
- Nothing Serious (1990)
- Simply Irresistible (1990)
- Single Girl Masturbation 4 (1990)
- Spanking 1 (1990)
- Spanking 2 (1990)
- Acts Of Confession (1991)
- Amateur Lesbians 2 (1991)
- Amateur Lesbians 4 (1991)
- Babes (1991)
- Behind the Back Door 4 (1991)
- Black and Blue (1991)
- Black Balled (1991)
- Black Jack City 1 (1991)
- Black Mariah (1991)
- Black Obsession (1991)
- Black on White (1991)
- Breaking 'n Entering (1991)
- Breast Worx 1 (1991)
- Bung Ho Babes (1991)
- California Taxi Girls (1991)
- Coach's Daughter (1991)
- Dream Lover (1991)
- Edward Penishands (1991)
- Even More Dangerous (1991)
- Fanny Annie (1991)
- Hot Licks (1991)
- Immorals 3 (1991)
- Lady And The Champ (1991)
- MH Home video 174: Domenique's Shoe Fetish (1991)
- Midas Touch (1991)
- Model (1991)
- Mr. Peepers' Amateur Home Videos 15: When Company Comes (1991)
- Oral Majority The Movie (1991)
- Screwballs (1991)
- Soft Tail (1991)
- Special Treatment (1991)
- Step To The Rear (1991)
- Three Men And A Hooker (1991)
- Toys Not Boys 2: Slutorama (1991)
- V.I.C.E. 2 (1991)
- Vision (1991)
- We're No Angels (1991)
- Wild At Heart (1991)
- Wild Thing (1991)
- You Can Touch This (1991)
- 900 Desert Strip (1992)
- Adult Video News Awards 1992 (1992)
- Amazing Sex Stories 1 (new) (1992)
- Anal Rampage 1 (1992)
- Anal Rookies 1 (1992)
- Anal Sluts And Sweethearts 1 (1992)
- Assford Wives (1992)
- B.L.O.W. (1992)
- Back To Back 2 (1992)
- Bangin with the Home Girls (1992)
- Bimbo (1992)
- Black and White in Living Color (1992)
- Black Beauties (1992)
- Black Jack City 2 (1992)
- Black Velvet (1992)
- Blowjob Bonnie (1992)
- Boomeranal (1992)
- Butt's Up Doc 3 (1992)
- Club Josephine (1992)
- Cycle Slut (1992)
- Deep Cheeks 3 (1992)
- Feather Mates (1992)
- Flood Control (1992)
- Foolish Pleasure (1992)
- Foxes (1992)
- Get You Wet (1992)
- Girls Gone Bad 7 (1992)
- Girlz n the Hood 2 (1992)
- Goddaughter 2 (1992)
- Group Therapy (1992)
- Groupies (1992)
- Guess Who Came to Dinner (1992)
- Head Again (1992)
- Hidden Obsessions (1992)
- Hits And Misess (1992)
- Hooter Heaven (1992)
- Hotel Sex (1992)
- Illusions 2 (1992)
- Immoral Support (1992)
- In Loving Color 2 (1992)
- In Loving Color 3 (1992)
- In Too Deep (1992)
- Inside Job (1992)
- Jack The Stripper (1992)
- Just Friends (1992)
- Ladies Lovin' Ladies Lovin' Ladies (1992)
- Ladies Lovin' Ladies Lovin' Ladies 4 (1992)
- Laying Down the Law 1 (1992)
- Mocha Magic (1992)
- My Baby Got Back 1 (1992)
- Nookie Court (1992)
- Notorious (1992)
- One Million Years DD (1992)
- Oreo A Go-go (1992)
- Radical Affairs 3 (1992)
- Just Friends (1992)
- Ladies Lovin' Ladies Lovin' Ladies (1992)
- Ladies Lovin' Ladies Lovin' Ladies 4 (1992)
- Laying Down the Law 1 (1992)
- Mocha Magic (1992)
- My Baby Got Back 1 (1992)
- Nookie Court (1992)
- Notorious (1992)
- One Million Years DD (1992)
- Oreo A Go-go (1992)
- Radical Affairs 3 (1992)
- Raunchy Porno Picture Show (1992)
- Return of the Bimbo (1992)
- Rock 'n Roll Fantasies (1992)
- Sex Trek 3 (1992)
- Silence of the Buns (1992)
- Stolen Hearts (1992)
- Tailiens (1992)
- Tailiens 3 (1992)
- Tale Of Two Titties (new) (1992)
- Too Fast for Love (1992)
- Toppers 5 (1992)
- Two Women (1992)
- White Chicks Can't Hump (1992)
- Wicked Thoughts (1992)
- X-producers (1992)
- Adventures of Breastman (1993)
- Anal Orgy (1993)
- Anal Team (1993)
- Back to Black 2 (1993)
- Bazooka County 5 (1993)
- Black Bite 2 (1993)
- Black Buttman 1 (1993)
- Black Buttnicks (1993)
- Black Centerfold Celebrities (1993)
- Black is Back (1993)
- Black Men Can Hump (1993)
- Black Velvet 2 (1993)
- Blues (1993)
- Boobyguard (1993)
- Buttwoman 4 (1993)
- California Cruizin: Slummin' Hood Girlz (1993)
- Camp Beaverlake (new) (1993)
- Girls of Sarah Young 4 (1993)
- Going Pro (1993)
- Heatwave 2 (1993)
- I Dream Of Teri (1993)
- If You're Nasty (1993)
- In And Out Of Africa (new) (1993)
- Indecent (1993)
- La Princesa Anal (1993)
- Ladies Lovin' Ladies 3 (1993)
- Ladykiller (1993)
- Lust Of Blackula (new) (1993)
- Maliboobies (1993)
- Mo' White Trash (1993)
- Murphie's Brown (1993)
- Musical Bedrooms (1993)
- My Baby Got Back 3 (1993)
- Nasty Cracks (1993)
- Nothing Butt The Truth (1993)
- Oreo A Go-go 2 (1993)
- Party Favors (1993)
- Paul Norman's Nastiest: Orgies (1993)
- Positively Pagan 6 (1993)
- Psychic (1993)
- Radical Affairs 5 (1993)
- Sean Michaels' On The Road 7 (1993)
- Shooting Star (1993)
- Sista 1 (1993)
- Skippy, Jif And Jam (new) (1993)
- Starbangers 2 (1993)
- Super Vixens 3 (1993)
- Toe Biz (1993)
- Toe Hold (1993)
- Toppers 12 (1993)
- Toppers 7 (1993)
- Toppers 9 (1993)
- Tracey's Love Chamber (new) (1993)
- Up And Coming Executive (1993)
- Welcome to Bondage Dominique (1993)
- Welcome to the Jungle (1993)
- Wild Buck (1993)
- Animal Attraction (1994)
- Best of Sean Michaels (1994)
- Big Bang (1994)
- Big Bust Fantasies (1994)
- Big Knockers 1 (1994)
- Black Butt Jungle (1994)
- Black Flava (1994)
- Black on Black (II) (1994)
- Black Streets (1994)
- Black Velvet 3 (1994)
- Blackbroad Jungle (1994)
- Bloopers (1994)
- Booty By Nature (1994)
- Buttslammers 5 (1994)
- California Blacks (1994)
- Dark Tunnels (1994)
- Deuces Wild (1994)
- Dirty Doc's Lesbi' Friends 17 (1994)
- Dirty Doc's Lesbi' Friends 6 (1994)
- Dirty Dominique (1994)
- Dominique Goes Bi (1994)
- Fish Bone (1994)
- Forget Me Not (1994)
- Freak Dat Booty (1994)
- Gang Bang Cum Shots 1 (1994)
- Harlots From Hooterville (1994)
- Howard Sperm's Private Party (1994)
- Into The Fire (1994)
- Mission Hard (1994)
- Mistress To Sinn (1994)
- Overtime: Dyke Overflow (1994)
- Passion (1994)
- Perfect 10 2 (1994)
- Price Was Right (1994)
- Raw 1 (1994)
- Sex Scandals (1994)
- Superboobs (1994)
- Switch Hitters 7 (1994)
- Toppers 11 (1994)
- Toppers 28 (1994)
- Toppers 29 (1994)
- Toppers 30 (1994)
- Toppers 31 (1994)
- Toys Not Boys 3 (1994)
- Welcome to Bondage Starlets 1 (1994)
- Women of Color 1 (1994)
- Anal Magic (1995)
- Anal Riders 106 (1995)
- Big Knockers 12: Best of Lesbians 1 (1995)
- Black Analyst 2 (1995)
- Black Babewatch 1 (1995)
- Black Beach (1995)
- Black Beauties (1995)
- Blacks And Whites 2 (1995)
- Body and Soul (1995)
- Bootin' Up (1995)
- Coming Out Bi (1995)
- Dominique's Bi Adventure (1995)
- Ebony Princess (1995)
- Homegrown Video 451: Homegrown Roots (1995)
- I Cream On Jeannie (1995)
- Mistresses 'n Da Hood (1995)
- Money Money Money (1995)
- My Baby Got Back 6 (1995)
- National Pastime (1995)
- Opie Goes To South Central (1995)
- Overtime: More Oral Hijinx (1995)
- Sista 3 (1995)
- Sistaz 'n Chainz (1995)
- Tammi Ann: The Girl Just Can't Help It (1995)
- Toppers 32 (1995)
- Whoopin' Her Behind (1995)
- American Dream Girls 3 (1996)
- American Perverse 4 (1996)
- Anal Angels 2 (1996)
- Backdoor Play (1996)
- Black Ass Masters 2 (1996)
- Black Babewatch 2 (1996)
- Black Cream Queens (1996)
- Black Power (1996)
- Dark Desires 2 (1996)
- Ebony Humpers 6 (1996)
- NYDP Blue (1996)
- Red Hot Passions (1996)
- Sista 5 (1996)
- Toe To Toe (1996)
- Bloopers 2 (1997)
- Drop Zone (1997)
- Let's Get It On (1997)
- Rampage (1997)
- Summertime Blues (1997)
- Women Loving Women (1997)
- Ebony Ecstasy (1998)
- Fallen Angels (II) (1998)
- Star Steps 4 (1998)
- Submission (1998)
- Before They Were Pornstars 2 (1999)
- Black Beach Patrol 4 (1999)
- Ebony Jugs 2 (1999)
- Haunted Tails (1999)
- Licorice Lesbian 3 (1999)
- Milkin' It for All It's Worth (1999)
- Solveig's Way 2 (1999)
- South Central Hookers 9 (1999)
- American Booty (2000)
- Analyze These (2000)
- Best of My Baby Got Back (2000)
- Black Snatch 8 (2000)
- Black Velvet 5 (2000)
- Booty Talk 17 (2000)
- My Baby Got Back 21 (2000)
- Extreme Fetish Flicks: Animal Instincts (2003)
- When MILFs Attack (II) (2008)
- Peter North's Hard to Swallow (2011)